# Moba (territoire)
Pour les articles homonymes, voir Moba.
Le territoire de Moba est une entité administrative déconcentrée de la province du Tanganyika.

## Géographie
Il s'étend au sud de la province du Tanganyika dans l'Est de la république démocratique du Congo. Moba est séparé de la Tanzanie par le lac Tanganyika à l'est, le territoire de Kalemie se situe au Nord et Moba partage ses limites avec Manono et Pweto. Le territoire est connu pour son paysage montagneux, ses reSsources en faune et en flore et son positionnement stratégique.

## Histoire

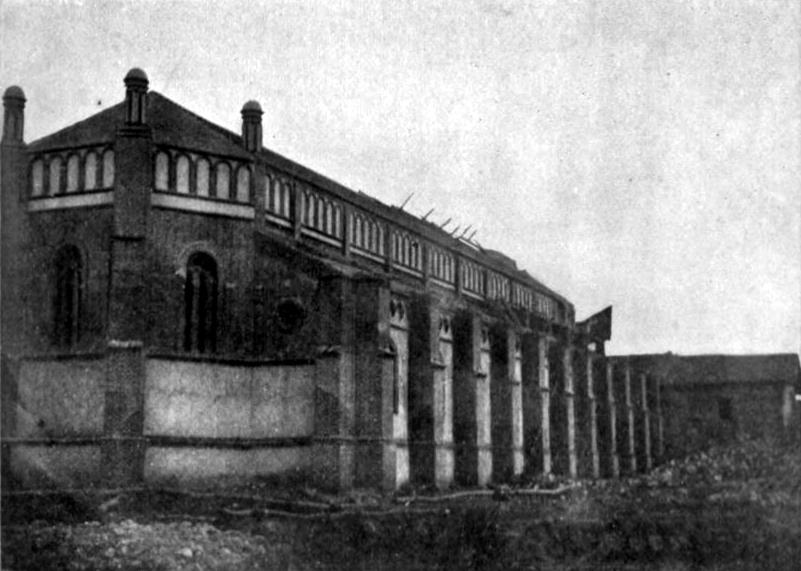
Le palais épiscopal de la mission de Mpala dans le territoire de Moba.

Le territoire accueille la mission catholique de Mpala (en), qui devient, selon ses missionnaires, de 1887 à 1893 un « royaume chrétien » au milieu d'une zone marquée par l'esclavage.

## Subdivisions
Formant un des six territoires qui composent la province de Tanganyika, il est constitué d'une commune, cinq  chefferies et un secteur. Moba-Port et Kirungu sont les deux cités qui composent le centre commercial du territoire.
| Subdivision  | Statut    |
| ------------ | --------- |
| Moba         | Commune   |
| Bena Tanga   | Chefferie |
| Kansabala    | Chefferie |
| Kayabala     | Chefferie |
| Manda        | Chefferie |
| Nganie       | Chefferie |
| Bena Kamanya | Secteur   |